# Monza e Brianza (provins)
Provinsen Monza e Brianza (it. Provincia di Monza e della Brianza) er en provins i regionen Lombardiet i det nordlige Italien. Monza er provinsens hovedby. Provinsen blev dannet i 2004 af 55 kommuner, som var en del af provinsen Milano.
Der var 854.081 indbyggere ved folketællingen i 2011.

## Geografi
Provinsen Monza e Brianza ligger i den vestlige del af Lombaridet og grænser til:
- i nord mod provinserne Lecco og Como,
- i øst mod provinserne Bergamo og Milano,
- i syd mod provinsen Milano,
- i vest mod Varese.

## Kommuner
- Agrate Brianza
- Aicurzio
- Albiate
- Arcore
- Barlassina
- Bellusco
- Bernareggio
- Besana in Brianza
- Biassono
- Bovisio-Masciago
- Briosco
- Brugherio
- Burago di Molgora
- Busnago
- Camparada
- Caponago
- Carate Brianza
- Carnate
- Cavenago di Brianza
- Ceriano Laghetto
- Cesano Maderno
- Cogliate
- Concorezzo
- Cornate d'Adda
- Correzzana
- Desio
- Giussano
- Lazzate
- Lentate sul Seveso
- Lesmo
- Limbiate
- Lissone
- Macherio
- Meda
- Mezzago
- Misinto
- Monza
- Muggiò
- Nova Milanese
- Ornago
- Renate
- Roncello
- Ronco Briantino
- Seregno
- Seveso
- Sovico
- Sulbiate
- Triuggio
- Usmate Velate
- Varedo
- Vedano al Lambro
- Veduggio con Colzano
- Verano Brianza
- Villasanta
- Vimercate

45°35′N 9°16′Ø / 45.58°N 9.27°Ø